# David Látal
David Látal (* 21. ledna 2003, Králíky) je český fotbalový útočník a mládežnický reprezentant, který od začátku roku 2025 působí v Baníku Ostrava.

## Klubová kariéra
Rodák z Králík začal s fotbalem v místním klubu FC Jiskra, ze kterého se v roce 2013 přesunul do Sokola Boříkovice. Následovalo tříleté angažmá v akademii FK Letohrad, odkud odešel do Chrudimi.

### MFK Chrudim
Od roku 2020 nastupuje za seniorské kategorie v chrudimském klubu.

#### Sezona 2020/21
Prvního startu za A-tým se Látal dočkal dne 25. srpna 2020, v utkání prvního kola MOL Cupu proti Letohradu, kdy ho trenér Jaroslav Veselý poslal na hřiště v 92. minutě. Chrudimští tehdy vyhráli 2:0. V průběhu této sezony si připsal 15 druholigových startů.

#### Sezona 2021/22
Většinu sezony trávil na lavičce, připsal si 10 startů za A-tým a naskočil i do 8 zápasů v béčku hrajícím krajský přebor, kde vstřelil jednu branku. První vstřelený gól za první mužstvo se mu povedlo vstřelit dne 14. května 2022 proti rezervě pražské Sparty, kdy ve 4. minutě první brankou v zápase přispěl ke konečné remíze 2:2.

#### Sezona 2022/23
Za A-tým nastoupil do 23 zápasů a připsal si dvě branky.

#### Sezona 2023/24
Tuto sezonu nastoupil do všech 30 ligových zápasů, vstřelil 6 branek a pomohl tak k historickému 5. místu Chrudimi v 2. lize.

#### Sezona 2024/25
V podzimní části odehrál 15 zápasů, vstřelil 10 gólů a připsal si šest asistencí, a je tak nejproduktivnějším hráčem chrudimských.

### FC Baník Ostrava
Po předchozím zájmu nakonec dne 30. prosince 2024 podepsal smlouvu do června 2028 v ostravském Baníku, zájem o něj měly i Pardubice. Do prvního utkání v nejvyšší české soutěži nastoupil 1. února 2025 proti Liberci, kdy v 90. minutě střídal Davida Buchtu.

## Reprezentační kariéra

### Kategorie U20
V roce 2023 byl Látal poprvé nominován trenérem Pavlem Šustrem do kategorie U20 do zápasů proti Rumunsku a Itálii. Nastoupil do obou zápasů.

### Kategorie U21
První start si připsal dne 15. října 2024 v zápase proti Litvě, kdy v 86. minutě střídal Václava Sejka.